# Michael Valgren
Michael Valgren Hundahl (né Michael Valgren Andersen), né le 7 février 1992, est un coureur cycliste danois. Il a notamment remporté le Circuit Het Nieuwsblad et l'Amstel Gold Race en 2018 après avoir terminé deuxième de cette course en 2016.

## Biographie
En 2011, Michael Valgren intègre l'équipe continentale Glud & Marstrand-LRØ. Il passe trois ans dans cette équipe, renommée Cult Energy en 2013. Les résultats obtenus par Valgren font dire à Michael Skelde, directeur sportif de l'équipe, qu'il voit en lui un grand espoir du cyclisme danois. Il remporte deux éditions de Liège-Bastogne-Liège espoirs, en 2012 et 2013 ainsi que de nombreuses autres victoires dont le championnat du Danemark du contre-la-montre par équipes en 2011 et en 2012. En 2013, il s'adjuge la troisième étape de la flèche du Sud et remporte le classement général. Au tour de l'Avenir, il remporte la troisième étape devant Gavin Mannion et l'Australien Caleb Ewan.
Il devient professionnel en 2014 au sein de l'équipe Tinkoff-Saxo, qui l'engage pour trois ans,. Il court avec de grands noms comme le futur triple champion du monde sur route Peter Sagan, Alberto Contador et Rafał Majka. Bjarne Riis, manager de cette équipe, suit son évolution depuis plusieurs années. Au sein de cette formation, Michael Valgren remporte le championnat de Danemark sur route 2014 puis le Tour de Danemark. Il obtient ensuite deux places d'honneur, la troisième place au championnat du Danemark du contre-la-montre et finit troisième des Quatre jours de Dunkerque. Il dispute son premier grand tour, le Tour d'Espagne, remporté par son leader Alberto Contador. Après cette saison, il reçoit le prix de Cycliste danois de l'année, remis par l'Union cycliste danoise.
En 2016, il remporte une seconde fois le Tour du Danemark en remportant la troisième étape puis accumule des places d'honneur, deuxième du championnat de Danemark sur route et de contre-la-montre puis lors de l'Amstel Gold Race 2016, il impressionne en prenant la seconde place derrière l'Italien Enrico Gasparotto. En août 2016, alors que l'équipe Tinkoff disparaît en fin de saison, il s'engage pour deux ans avec l'équipe Astana, qui souhaite en faire l'un de ses leaders pour les classiques,,.
Durant le début de saison 2017, Michael Valgren se classe notamment sixième au Grand Prix E3, onzième du Tour des Flandres. Sa saison de classiques s'achève à la Flèche wallonne, où une chute à vitesse élevée lui cause des blessures au visage nécessitant la pose de plusieurs points de suture,. Il termine deuxième du Tour du Danemark, et au BinckBanktour. Il termine cette saison sans victoire. Il participe au Tour de France pour la troisième année d'affilée. Il y obtient la 61e place, tandis que son leader Fabio Aru prend la cinquième place.
Au début de l'année 2018, Astana connait des difficultés financières et les coureurs ne sont plus payés. Il parvient à remporter en solitaire le Circuit Het Nieuwsblad, après une attaque à 1800 mètres de l'arrivée, alors qu'il faisait partie d'un groupe de 12 coureurs. Quelques semaines plus tard, il se classe quatrième du Tour des Flandres, puis remporte l'Amstel Gold Race après s'être extirpé du groupe des favoris à 2 kilomètres de l'arrivée et en battant au sprint l'ancien vainqueur de la course Roman Kreuziger. Au mois d'août, il annonce qu'il change d'équipe et signe un contrat de deux ans avec la formation Dimension Data.Le même mois, il se classe deuxième de la Bretagne Classic derrière Oliver Naesen. En fin de saison, il conclut la meilleure saison de sa carrière en terminant huitième du Grand Prix cycliste de Montréal, neuvième du Grand Prix cycliste de Québec et septième du championnat du monde.
Après une campagne de classiques 2019 sans résultats notables (malade en début de saison), il termine notamment quatrième de la Bretagne Classic, cinquième du Grand Prix cycliste de Montréal et dixième du classement général du BinckBank Tour. En fin de saison, il se classe sixième du championnat du monde remporté par son coéquipier Mads Pedersen. Sa saison 2020 est plus décevante. Il retrouve sa condition en mars, au moment où les courses sont arrêtées en raison de la pandémie de Covid-19. Après la reprise des courses en juillet, il termine l'année avec 69 jours de course (deuxième plus haut total du WorldTour), mais ses meilleurs résultats sont seulement des tops 10 sur le Tour d'Espagne et une onzième place aux championnats du monde. 
En 2021, il rejoint l'équipe EF Education-Nippo où figurent ses compatriotes Magnus Cort et Matti Breschel (directeur sportif). Il commence sa saison en février lors de l'Étoile de Bessèges, où il chute sur la première étape. Il doit se faire opérer après s'être cassé deux os de la main gauche. Il revient rapidement à la compétition pour les classiques et obtient comme meilleur résultat une treizième place sur l'Amstel Gold Race. Discret pendant le Tour de France, il participe aux Jeux olympiques de Tokyo, qu'il termine à la 78e place. En septembre, il remporte coup sur coup le Tour de Toscane et la Coppa Sabatini, puis décroche la médaille de bronze lors des mondiaux. Il prolonge son contrat de deux saisons avec l'équipe EF Education.
Lors de la saison 2022, il est en retrait et doit se contenter de la onzième place sur les Strade Bianche et la Flèche brabançonne, ainsi que d'une quinzième place sur l'Amstel Gold Race, sa course fétiche. Quelques jours après avoir été infecté par le SARS-CoV-2, il décroche son premier podium de l'année le 17 juin en terminant deuxième de la deuxième étape de la Route d'Occitanie, devancé lors d'un sprint massif en côte par Roger Adrià. Deux jours plus tard, il chute et subit une luxation à une hanche ainsi qu'une fracture du bassin lors de la dernière étape de la course. Il doit déclarer forfait pour le Tour de France qui pour la première fois de l'histoire part de chez lui, au Danemark. C'est également la première fois depuis 2014 que Valgren n'est pas au départ du Tour de France. Il ne court plus le reste de la saison. En 2023, il est annoncé qu'il fait son retour à la compétition avec l'équipe EF Education-Nippo Development, réserve de la formation World Tour EF Education-EasyPost. Cela qui lui permet de participer aux courses des calendriers UCI ProSeries et des circuits continentaux en tant que coureur invité dans la WorldTeam. Le 30 avril 2023, il retrouve le chemin de la compétition après dix mois d'absence. Le 13 mai, il se classe troisième du Grand Prix Herning. Dans la foulée, il est annoncé que Valgren fera son retour dans l'équipe World Tour en 2024.

## Palmarès

### Palmarès amateur
- 2009
  - 1re étape des 3 dage i Vest (contre-la-montre)
  - 1re étape du Grand Prix Général Patton
  - 1re étape du Giro della Lunigiana
  - 2e du championnat du Danemark du contre-la-montre par équipes juniors
  - 2e du championnat du Danemark du contre-la-montre juniors
  - 3e de la Bikebuster Junior Cup
- 2010
  - Tour de Himmelfart :
    - Classement général
    - 2e étape

  - Bikebuster Junior Cup
  - 2e du championnat du Danemark du contre-la-montre par équipes juniors
  - 2e du championnat du Danemark du contre-la-montre juniors
  - 3e du championnat du Danemark sur route juniors
  -  Médaillé de bronze du contre-la-montre des Jeux olympiques de la jeunesse
  - 10e du championnat du monde du contre-la-montre juniors
- 2011
  -  Champion du Danemark du contre-la-montre par équipes
- 2012
  -  Champion du Danemark du contre-la-montre par équipes
  - Liège-Bastogne-Liège espoirs
  - 2e du Grand Prix de Francfort espoirs
- 2013
  - Liège-Bastogne-Liège espoirs
  - Flèche du Sud :
    - Classement général
    - 3e étape

  - Rundt om Lunden
  - 3e étape du Tour de l'Avenir
  - 2e du Grand Prix de Francfort espoirs
  - 2e du championnat du Danemark du contre-la-montre par équipes

### Palmarès professionnel
- 2014

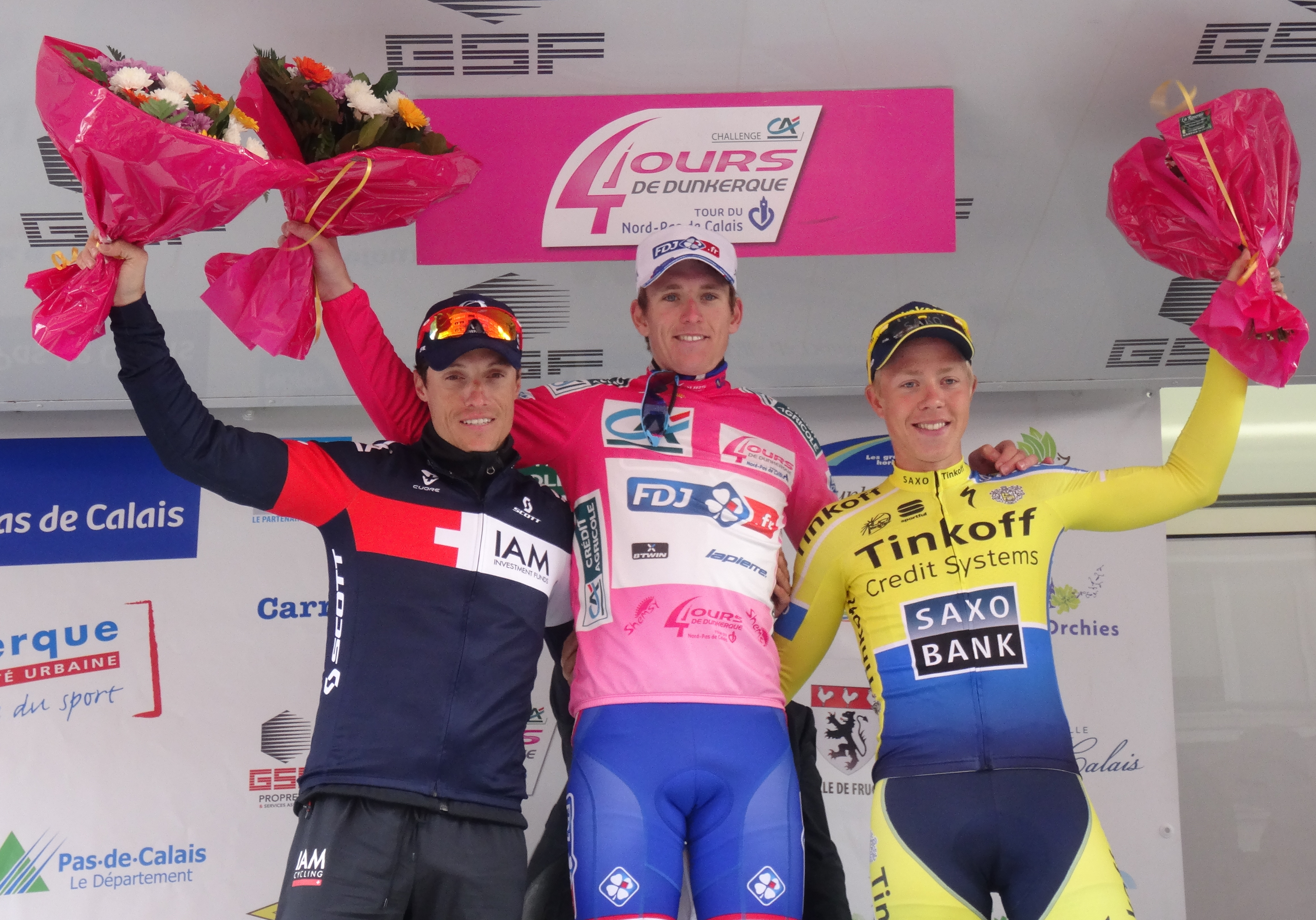
Podium de l'édition 2014 des Quatre Jours de Dunkerque : Sylvain Chavanel (2e), Arnaud Démare (1er), et Michael Valgren (3e).

  -  Champion du Danemark sur route
  - Classement général du Tour du Danemark
  - 3e du championnat du Danemark du contre-la-montre
  - 3e des Quatre Jours de Dunkerque[21]
- 2016
  - Tour du Danemark :
    - Classement général
    - 3e étape

  - 2e du championnat du Danemark sur route
  - 2e du championnat du Danemark du contre-la-montre
  - 2e de l'Amstel Gold Race
- 2017
  - 2e du Tour du Danemark
  - 6e du Grand Prix E3
  - 6e du BinckBank Tour
- 2018
  - Circuit Het Nieuwsblad
  - Amstel Gold Race
  - 2e de la Bretagne Classic
  - 4e du Tour des Flandres
  - 7e du championnat du monde sur route
  - 8e du Grand Prix cycliste de Montréal
  - 9e du Grand Prix cycliste de Québec
- 2019
  - 4e de la Bretagne Classic
  - 5e du Grand Prix cycliste de Montréal
  - 6e du championnat du monde sur route
  - 10e du BinckBank Tour
- 2021
  - Tour de Toscane
  - Coppa Sabatini
  -  Médaillé de bronze du championnat du monde sur route
- 2023
  - 3e du Grand Prix Herning
- 2024
  - 8e d'À travers les Flandres
- 2025
  - 8e des Strade Bianche

## Résultats sur les grands tours

### Tour de France
8 participations
- 2015 : abandon (19e étape)
- 2016 : 77e
- 2017 : 61e
- 2018 : 44e
- 2019 : 75e
- 2020 : 73e
- 2021 : 53e
- 2025 : 72e

### Tour d'Italie
1 participation
- 2024 : 38e

### Tour d'Espagne
2 participations
- 2014 : 128e
- 2020 : 33e

## Classements mondiaux
| Année                                 | 2012 | 2013 | 2014 | 2015 | 2016 | 2017 | 2018  | 2019 | 2020 | 2021 | 2022 | 2023 | 2024 |
| ------------------------------------- | ---- | ---- | ---- | ---- | ---- | ---- | ----- | ---- | ---- | ---- | ---- | ---- | ---- |
| UCI World Tour                        |      |      | nc   | nc   | 76e  | 92e  | 12e   |      |      |      |      |      |      |
| Classement mondial                    |      |      |      |      | 71e  | 104e | 18e   | 80e  | 212e | 60e  | 380e | 600e | 216e |
| UCI Europe Tour                       | 152e | 66e  |      |      | 91e  | 229e | 1812e | 66e  | 176e | 51e  | 306e | nc   | nc   |
| UCI America Tour                      | 375e | nc   |      |      | nc   | nc   | nc    |      |      |      |      |      |      |
|                                       |      |      |      |      |      |      |       |      |      |      |      |      |      |
| Légende : nc = non classéSource : UCI |      |      |      |      |      |      |       |      |      |      |      |      |      |

## Récompenses
- Cycliste danois de l'année en 2014 et 2018